# Rutaca Airlines
Rutaca Airlines (legalmente Rutas Aéreas C.A.), è una compagnia aerea con sede a Ciudad Bolívar, Venezuela, con hub presso l'aeroporto Internazionale Simón Bolívar.

## Storia
Rutaca è stata fondata e ha iniziato ad operare nel 1974. Attualmente gestisce servizi di linea e charter in tutto il paese. Le operazioni della compagnia aerea hanno sofferto gravemente durante la crisi costituzionale venezuelana del 2017, inclusa la sospensione dei voli tra rotte chiave come Puerto Ordaz-Caracas.

## Flotta

### Flotta attuale
A gennaio 2024 la flotta di Rutaca Airlines è così composta:

### Flotta storica
Nel corso degli anni Rutaca Airlines ha operato con i seguenti modelli di aeromobili:
- Boeing 737-200
- Britten Norman Islander
- Cessna 206G Stationair
- Cessna 208B Grand Caravan
- Douglas DC-3A
- Embraer EMB 110 Bandeirante

## Incidenti
- Il 5 giugno 1987, un Britten-Norman BN-2A Islander, marche YV-230C, precipitò a causa delle pessime condizioni meteorologiche. Le vittime furono 10.[7]
- Il 25 gennaio 2001, un Douglas C-47, marche YV-224C, si schiantò durante un tentativo di tornare all'aeroporto poco dopo il decollo. L'aereo aveva subito un guasto a un motore e stava tentando un atterraggio di emergenza. Le vittime furono 24.[8]
- Il 16 ottobre 2008, un Boeing 737-200, marche YV162T, uscì di pista durante l'atterraggio all'aeroporto Internazionale Simón Bolívar. Nessuno rimase ferito, ma i danni furono sostanziali e l'aereo venne in seguito demolito.[9]
- Il 15 febbraio 2009, un Cessna 208B Grand Caravan, marche YV1950, uscì di pista e finì in una fossa. Non ci furono vittime.[10]